# Carniceiro (dente)

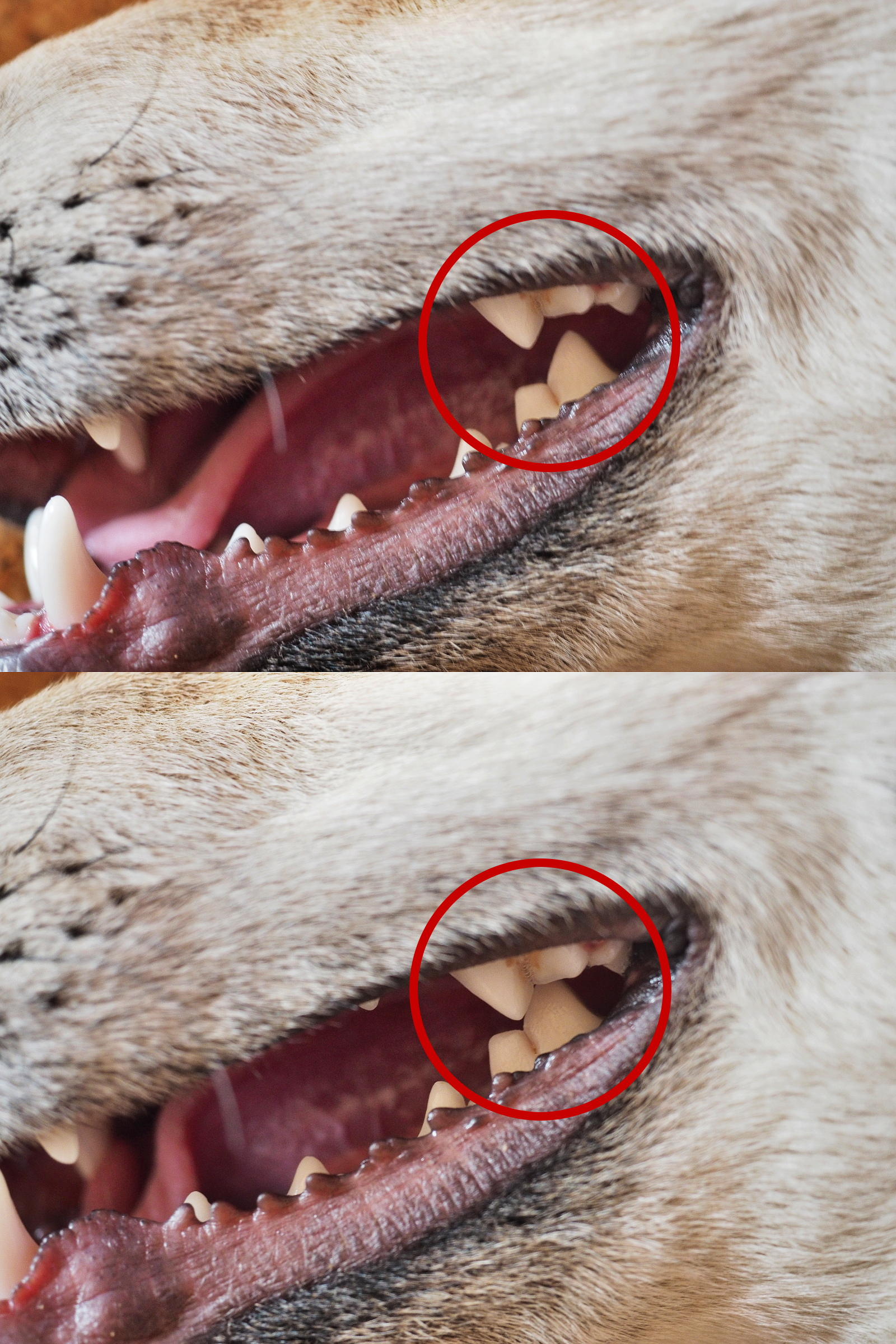
Dentes carniceiros de um cachorro doméstico

O dente carniceiro é um molar ou pré-molar modificado encontrado em mamíferos carnívoros, utilizados para rasgar carne e triturar ossos. Na ordem Carnivora, os dentes carniceiros são o último pré-molar superior e o primeiro molar inferior.[carece de fontes?]